# Vaciamiento gástrico
El vaciamiento gástrico, también conocido como vaciado gástrico, es un proceso fisiológico que se da en el estómago, y consiste en la eliminación del contenido estomacal luego del llenado gástrico hacia el duodeno. En el organismo normal, el vaciamiento tarda 4
horas luego de la ingesta de alimentos, dependiendo del tipo de alimentos que se haya ingerido. Por lo tanto, la velocidad del vaciamiento gástrico depende del contenido de macronutrientes en el quimo y de la cantidad de sólidos contenidos en el mismo. Sin embargo, el vaciamiento gástrico puede verse retrasado o acelerado por distintos factores.

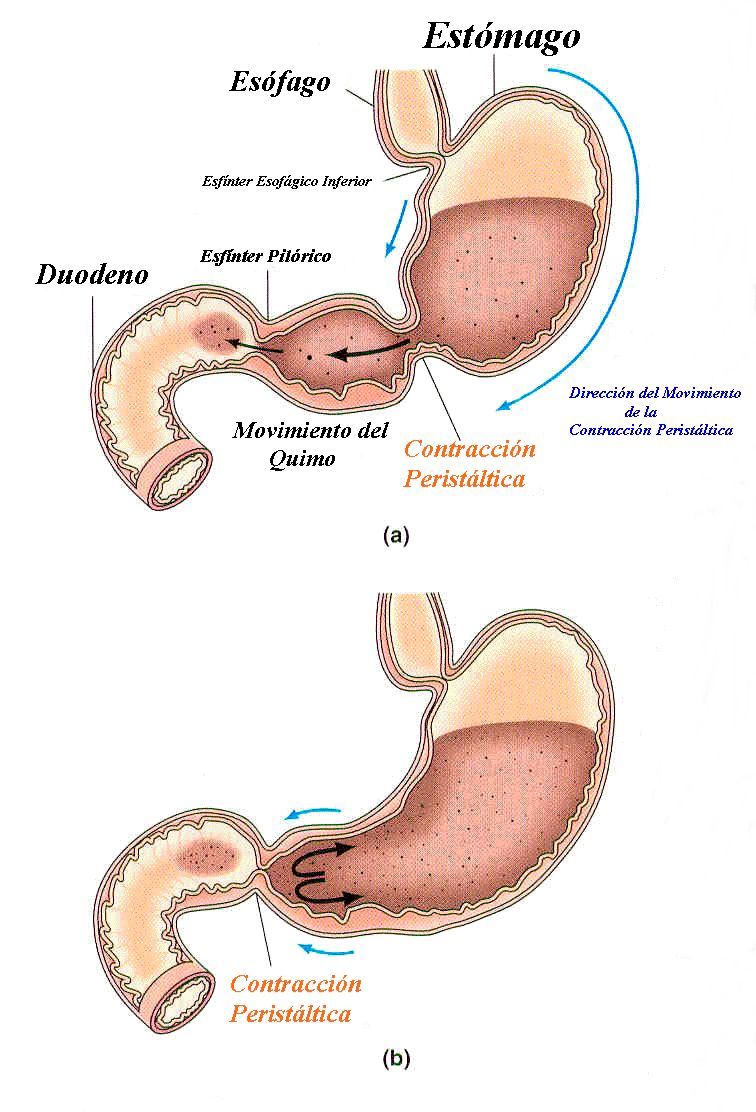
Figura 1:(a) Vaciado gástrico.
(b) Mezclado Gástrico.

## Mecánica del vaciamiento
La evacuación gástrica es el resultado de la fuerza propulsora de la motilidad gástrica del estómago, la resistencia al flujo producida por el estrechamiento del píloro o del esfínter pilórico y la capacidad del duodeno para acomodar y propulsar el quimo.
El esfínter pilórico y la regulación de su estado de contracción es el que determina el paso del quimo hacia el intestino delgado.Cuando éste está contraído impide el pasaje del quimo, y cuando está relajado permite el pasaje. A su vez el antro gástrico y el bulbo duodenal están coordinados; cuando el antro se contrae, el bulbo duodenal se relaja.
Cuando llega la primera onda de contracción de un complejo de contracción a la zona del píloro, éste se relaja al mismo tiempo que se relaja el bulbo duodenal. En el momento que declina la onda de contracción antral se produce una fuerte contracción pilórica mayor que la que se produce en el bulbo duodenal de forma simultánea, de esta forma se consigue pasar una pequeña porción de quimo (aproximadamente 5 ml) al bulbo duodenal y evitar el reflujo duodenal por incremento de la presión en este último.
La contracción pilórica permite que una fracción del quimo sea evacuado hacia el duodeno antes de que la oclusión del esfínter determine la retropulsión del quimo.
Este proceso se repite hasta que la totalidad del contenido gástrico pueda ser evacuado.

## Regulación del vaciamiento gástrico
El vaciado gástrico está regulado por mecanismos tanto hormonales como nerviosos. Las hormonas colecistokinina (CCK) y péptido gástrico inhibidor que según se cree controlan el vaciamiento gástrico; se liberan en respuesta al pH y a la composición osmolar y de ácidos grasos del quimo.

### Estimulación del vaciamiento
La distensión del estómago y la presencia de proteínas parcialmente digeridas (que neutralizan el HCl), estimulan la secreción de gastrina que generará la contracción del Esfínter Esofágico Inferior, el aumento de Motilidad gástrica y la relajación del esfínter pilórico, produciendo de esta manera el vaciado gástrico. Al mismo tiempo, los impulsos transmitidos por el nervio vago (X) tienen efectos similares.

### Inhibición del vaciamiento
El vaciado gástrico es inhibido por el reflejo enterogástrico y por las hormonas secretina, PIG y CCK. Estos reflejos nerviosos y hormonales aseguran que el estómago no vacíe una cantidad de quimo mayor que la que puede procesar el intestino delgado. La CCK estimula el cierre del píloro, en síntesis es quien disminuye el vaciado gástrico, entre otras funciones que tiene en el duodeno.

## Velocidad del vaciamiento
La velocidad del vaciamiento se ajusta para compensar variaciones en el volumen, composición y estado físico del contenido gástrico. Esta velocidad está determinada por la Osmolaridad, pH y contenido calórico del quimo.

### Líquidos
El contenido líquido se vacía antes y de forma exponencial que el contenido sólido.
- Los líquidos isotónicos se vacían antes.
- Disminuye la velocidad si aumenta la acidez del líquido.
- Disminuye la velocidad si aumenta el contenido calórico, siendo más rápido si contiene solo glucosa, más lento si contiene solo proteínas y mucho más si contiene grasas, que sigue un perfil lineal igual que el vaciamiento sólido.
La cantidad de líquido ingerida no modifica el vaciamiento de las partículas sólidas, pero se vacía antes (si es isotónico y acalórico se vacía a los 3 minutos de ingeridos) y es proporcional al volumen inicial.

### Sólidos
El vaciamiento sólido comienza una hora después de la ingesta. El tiempo requerido para vaciar el 50% del contenido sólido es dos veces el requerido para una dieta líquida. Asimismo, los alimentos sólidos tendrán una diferencia de tiempo en el vaciamiento debido a su composición química. Los alimentos ricos en hidratos de carbono son los que menos tiempo permanecen en el estómago, los alimentos proteicos permanecen un tiempo mayor y los alimentos que contienen grandes cantidades de triglicéridos son los que más tardarán, siendo los responsables de que el vaciado gástrico se vuelva más lento. la velocidad del vaciamiento gástrico esta limitada por la cantidad de quimo que es capaz de procesar el intestino delgado.